# Grigorij Abrikosow
Grigorij Andriejewicz Abrikosow, ros. Григорий Андреевич Абрикосов (ur. 30 sierpnia 1932 w Moskwie, zm. 13 kwietnia 1993 tamże) – radziecki aktor teatralny i filmowy, uhonorowany tytułem Ludowego Artysty RFSRR.

## Życiorys
Jego ojciec, Andriej Abrikosow także był aktorem. W 1954 ukończył Szkołę Teatralną im. Szczukina, w latach 1954-1993 grał w trupie Moskiewskiego Teatru im. Wachtangowa, występował w filmach kinowych . Pochowany na Cmentarzu Nowodziewiczym w Moskwie.

## Filmografia
- „Prodiełki w starinnom duchie”, 1986;
- „Nadieżda i opora”, 1982;
- „Miesiac dlinnych dniej”, 1980;
- „Lubowʹ Jarowaja”, 1977;
- „Irkutskaja istorija”, 1973;
- „Boriec i kłoun”, 1957;
- „Porzucona” („Czełowiek rodiłsia”), 1956;
- „Sierdce bjotsia wnowʹ”, 1956;

i inne .